# Hárbarðsljóð
Hárbarðsljóð (O canto de Hárbarðr) é um dos poemas da Edda poética, encontrado no Codex Regius e no manuscrito AM 748 I 4to. O poema relata uma conversação entre o barqueiro Greybeard e Thor.